# Laermolen

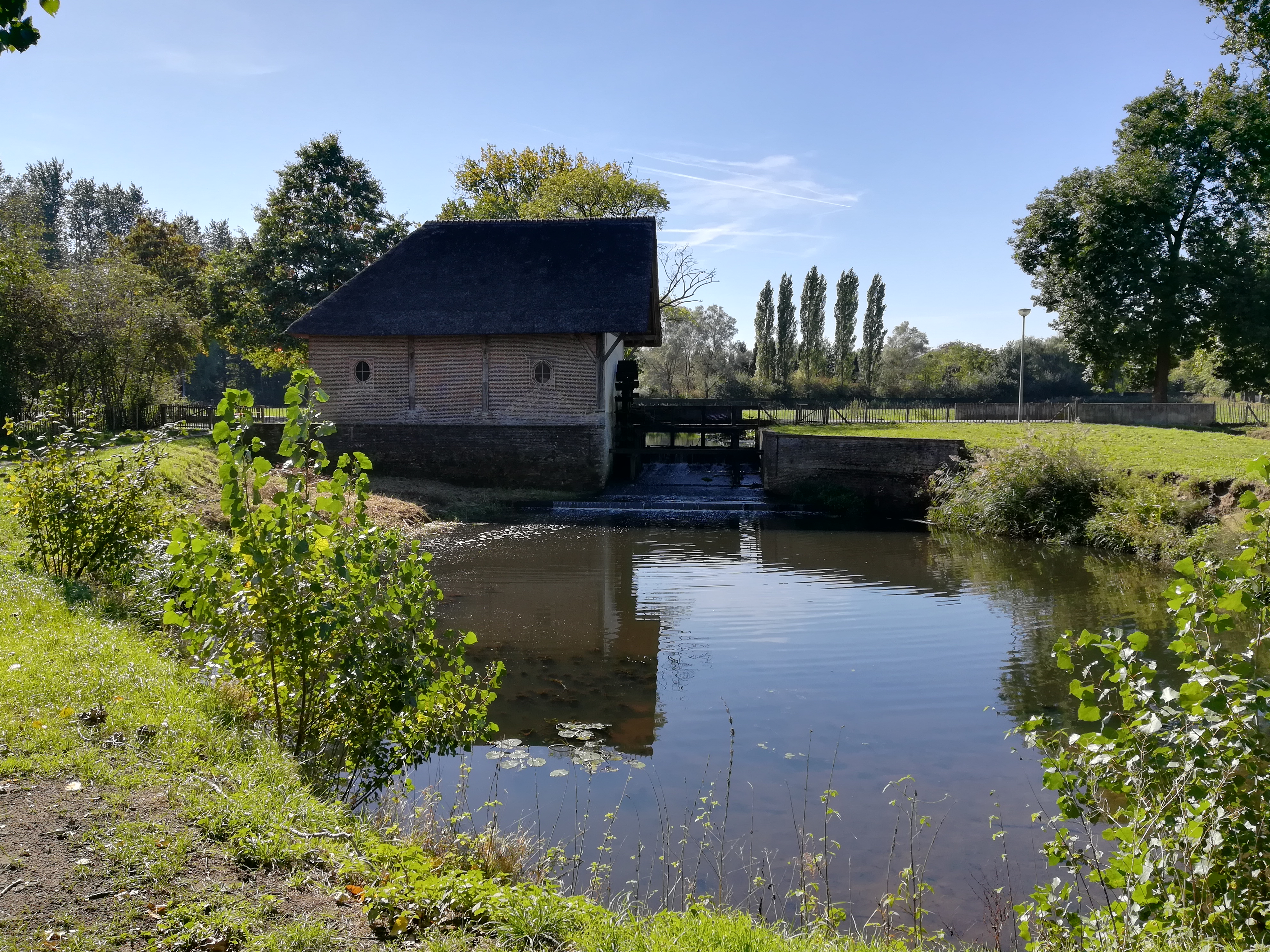
De laermolen na de restauratie in 2004

De Laermolen is een watermolen van het onderslagtype op de Mark aan de Molenstraat tussen Hoogstraten en Minderhout.
De eerste vermelding van de molen is uit 1405, maar ze is waarschijnlijk ouder. Vroeger was het een dubbele molen: een korenmolen later schorsmolen op de linkeroever, en een oliemolen op de rechteroever. De oliemolen werd in 1860 stilgezet en de rest van de molen in 1913, omdat de eigenaren het stuwrecht verkocht hadden. Na 1918 werd de schorsmolen gesloopt en bleef slechts het restant van de oliemolen en de sluisvloer over.
Sedert 1995 werd voor restauratie geijverd door vzw De Laermolen. In 2004 kon de oliemolen weer in bedrijf worden gesteld. De gemeente Hoogstraten kocht de molen in 2005 en gaf ze in erfpacht aan de vzw. Aldus functioneert de molen weer en wordt deze de 2de en de 4de zondag van de maand opengesteld voor het publiek. Jaarlijks worden er smoutebollen geserveerd die gebakken zijn in door de molen geslagen olie.